# 百年基石—香港地產史話
《百年基石－香港地產史話》（英語：A Century of Real Estate）是香港亞洲電視拍攝製作的資訊節目，共15集，由朱慧珊主持。
節目於2008年4月26日起首播，逢星期六晚上22:55/23:00在亞洲電視本港台播出，每集大約30分鐘（連廣告），均介紹香港過去一百年的地產業發展、興衰背後的成因等。節目由恆基兆業冠名贊助，故全稱《恆基兆業比華利山別墅特約：百年基石－香港地產史話》。

## 各集主題及收視
| 播放日期      | 集次 | 節目主題及講述內容                                     | 平均收視 |
| ------------- | ---- | ------------------------------------------------------ | -------- |
| 2008年4月26日 | 01   | 《寸金尺土》（英國人第一次拍賣港島土地）               | 5        |
| 2008年5月3日  | 02   | 《維城界碑》（代總督莊士頓分地）                       | 5        |
| 2008年5月10日 | 03   | 《越過鴨巴甸街》（華商成為香港房地產業一支重要的力量） | 3        |
| 2008年5月17日 | 04   | 《新界地權》                                           | 4        |
| 2008年5月24日 | 05   | 《地產革命》（美孚新邨及太古城）                       | 6        |
| 2008年5月31日 | 06   | 《房股狂潮》                                           | 5        |
| 2008年6月7日  | 07   | 《安得廣廈》                                           | 5        |
| 2008年6月14日 | 08   | 《唐樓板間房》                                         | 7        |
| 2008年6月21日 | 09   | 《按揭大觀》                                           | 5        |
| 2008年6月28日 | 10   | 《地產弄潮兒》                                         | 5        |
| 2008年7月5日  | 11   | 《中環地王》                                           | 5        |
| 2008年7月12日 | 12   | 《走向新市鎮》（沙田新市鎮及天水圍新市鎮）             | 4        |
| 2008年7月19日 | 13   | 《代理之戰》                                           | 5        |
| 2008年7月26日 | 14   | 《八萬五風波》                                         | 4        |
| 2008年8月30日 | 15   | 《躍出香江》                                           | 4        |

收視資料來源：CSM媒介研究（一個收視點代表64,820名觀眾）

## 影碟發行
2008年11月，亞洲電視新聞部資訊科授權洲立影視發行《百年基石－香港地產史話》DVD-Video 影碟零售版本，全套15集，設有粵語發音版本並配上非隱藏繁體中文字幕。

## 外部連結
- 亞洲電視官方網頁：百年基石－香港地產史話